# Heidi Zeller-Bähler
Heidi Zeller-Bähler (* 25. Juli 1967 in Sigriswil) ist eine ehemalige Schweizer Skirennfahrerin.

## Biografie
Bereits in ihrer ersten kompletten Weltcupsaison 1986 konnte sich Zeller-Bähler auf dem 20. Rang im Weltcup klassieren. In der Saison 1989/90 wurde sie in der Abfahrt im argentinischen Las Leñas Zweite hinter Michaela Gerg. Ihre Vielseitigkeit bewies sie in den Jahren danach, als sie 1991/92 im Super-G von Pfronten (hinter Anita Wachter) und in der Saison 1992/93 im Riesenslalom von Klövsjö (hinter Carole Merle) jeweils den 2. Platz belegte.
Bei den Olympischen Winterspielen 1994 in Lillehammer fuhr Zeller im Riesenslalom auf den 9. Rang, diesen Rang belegte sie bereits bei den Weltmeisterschaften 1989 in Vail in der Abfahrt. Besser schnitt sie bei den Weltmeisterschaften 1993 in Morioka ab, als sie sich im Riesenslalom auf dem 4. Platz klassierte.
Doch erst in der Saison 1994/95 siegte sie erstmals im Weltcup. Am Schluss der Saison belegte sie hinter Vreni Schneider und Katja Seizinger den 3. Rang im Gesamtweltcup. Anfang der Saison 1995/96 schien sie an die Leistungen des Vorwinters anknüpfen zu können, doch danach blieben die absoluten Spitzenplätze aus. Bei den Weltmeisterschaften 1996 in der Sierra Nevada erreichte sie den 7. Platz in der Abfahrt. Am Ende der Saison trat sie zurück.

## Weltcupsiege
| Datum             | Ort       | Land       | Disziplin    |
| ----------------- | --------- | ---------- | ------------ |
| 26. November 1994 | Park City | USA        | Riesenslalom |
| 4. Dezember 1994  | Vail      | USA        | Riesenslalom |
| 5. März 1995      | Saalbach  | Österreich | Super-G      |